# Березовский сельсовет (Курагинский район)
Березовский сельсовет - сельское поселение в Курагинском районе Красноярского края.
Административный центр - село Березовское.

## Население
| 2010 | 2012  | 2013  | 2014  | 2015  | 2016  | 2017  |
| ---- | ----- | ----- | ----- | ----- | ----- | ----- |
| 1511 | ↘1500 | ↗1513 | ↘1475 | ↘1462 | ↘1456 | ↘1450 |

## Состав сельского поселения
В состав сельского поселения входят 2 населённых пункта:
| № | Населённый пункт | Тип населённого пункта       | Население |
| - | ---------------- | ---------------------------- | --------- |
| 1 | Березовское      | село, административный центр | 1324      |
| 2 | Уральская        | деревня                      | 187       |

## Местное самоуправление
Березовский сельский Совет депутатов
Дата избрания: 04.09.2015 Срок полномочий: 5 лет. Количество депутатов:  9
Глава муниципального образования
- Рвачева Людмила Михайловна. Дата избрания:27.10.2015. Срок полномочий: 5 лет